# 3273 Drukar
3273 Drukar (1975 TS2) là một tiểu hành tinh nằm phía ngoài của vành đai chính được phát hiện ngày 3 tháng 10 năm 1975 bởi Chernykh, L. ở Nauchnyj.